# Antoinette Bourignon

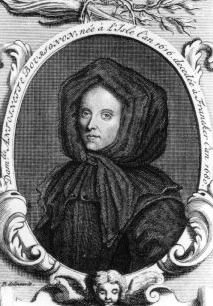
Antoinette Bourignon

Antoinette Bourignon de la Porte (Rijsel, 13 januari 1616 - Franeker, 30 oktober 1680) was een Frans-Vlaamse mystica en avonturierster, die verkondigde dat het einde der tijden weldra zou aanbreken en dat dan het Laatste Oordeel geveld zou worden. Antoinette Bourignon was in de overtuiging dat zij door God verkozen was om het ware christendom op aarde te herstellen en werd de centrale figuur van een spiritueel netwerk dat zich tot over de grenzen van de Republiek der Verenigde Nederlanden uitstrekte, onder andere in Holstein en Schotland. Bourignons sekte behoort tot de spiritualistische bewegingen die wel getypeerd worden als de "Derde macht".

## Biografie
Antoinette was afkomstig uit een welgestelde katholieke koopmansfamilie. Zij kreeg een bij haar stand en sekse passende opvoeding. In 1636 ontvluchtte zij het ouderlijk huis om een huwelijk te ontwijken. Antoinette was het liefst tot een strenge orde, de ongeschoeide karmelietessen, toegetreden. In 1653 stichtte zij een meisjesweeshuis met het kapitaal uit haar erfdeel. In 1662 vluchtte zij naar Gent, toen de magistraat een onderzoek instelde naar de wijze waarop het weeshuis werd bestuurd, nadat ten minste een van de meisjes was bezweken aan het strenge regiem. Bourignon pretenteerde rechtstreeks met God in verbinding te staan en beschuldigde de meisjes ervan een pact met de duivel te hebben gesloten.
Bourignon had een afkeer gekregen van de overdadige pracht en praal in de Roomse kerk. Christus was in een stal geboren... Zij wilde een gemeenschap van ware christenen vestigen. Alleen de ware christenen zouden gered worden en Bourignon moest - volgens haarzelf - van God deze ware christenen verzamelen. In Mechelen won zij haar eerste aanhanger, Christiaan de Cort. De Cort had grootse plannen om op Nordstrand, een waddeneiland voor de kust van Sleeswijk-Holstein, een nieuwe kolonie te vestigen, waar zich sinds 1652 een rooms-katholieke gemeenschap bevond, bestaande uit Brabantse dijkwerkers. In 1667 trok zij met De Cort naar Amsterdam om meer financiers aan te trekken en maakte zij een begin met de publicatie van haar geschriften.

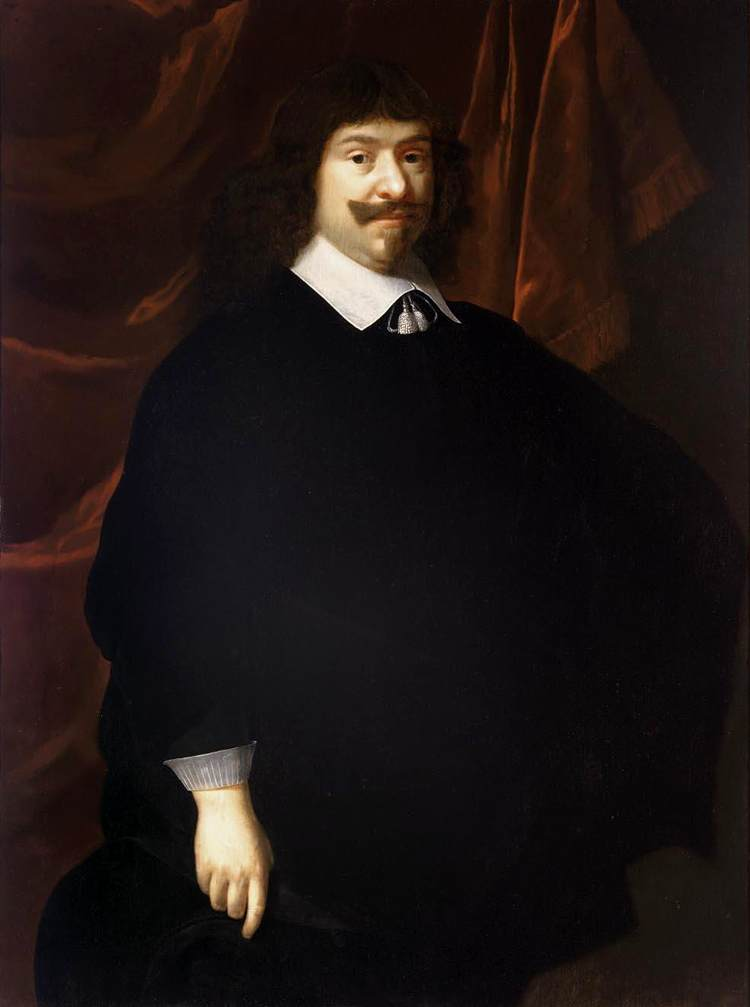
Johan Ortt door Jacob van Loo

Antoinette brak met de gevestigde normen en waarden van haar tijd omdat zij fungeerde als geestelijk leider voor een groep begaafde, (gehuwde) mannen. Onder haar volgelingen bevonden zich kooplieden, ambachtslieden, medici, zoals Steven Blankaart, schilders, renteniers, geestelijken en geleerden, zoals Robert Boyle, die haar werk in het Engels liet vertalen en Comenius, die haar aan zijn sterfbed uitnodigde. Vervolgens kreeg zij steun van Jan Swammerdam, die in een geestelijke crisis verkeerde, en haar niet helemaal vertrouwde, en van de eigenaar van kasteel Nijenrode, Johan Ortt.
In 1671 erfde zij een deel van het eiland Nordstrand van De Cort, die na zijn dood grote schulden achterliet. Bourignon zat opgeschept met tientallen processen en weigerde met Jean de Labadie in zee te gaan. Nadat vastgesteld was dat valse profeten altijd over anderen oordeelden en nooit over zichzelf, vluchtte Bourignon naar Husum, in een gebied dat destijds bekendstond om zijn religieuze tolerantie en vrijheid. Bourignon liet haar werken verspreiden op kermis- en jaarmarkten door middel van een eigen drukkerij en vertalers. In 1675 bezocht Jan Swammerdam de gemeenschap. Zijn studie over de zijderups had hij verbrand op haar aanraden. Swammerdam bezocht Kopenhagen om de moeder van Steno op te zoeken, en keerde meteen terug naar Amsterdam. Het lukte hem niet om zijn werk De Bijbel der Natuure, vol mystieke gedichten en frasen, af te maken.
De commune, bestaande uit zes welgestelde en ontwikkelde personen, is mislukt, toen de enige andere vrouw afzag van verdere dienstbaarheid. De drukpers werd in beslag genomen door de lutherse overheid. Bourignon werd beschuldigd van hekserij en vluchtte uit Hamburg. Tot slot probeerde Bourignon, vergezeld van Pierre Poiret een ziekenhuis te stichten in de bijgebouwen van een kasteel in Lütetsburg. Ondertussen merkte Bourignon dat zij haar geloofwaardigheid aan het verliezen was. Zij besloot terug te keren naar Amsterdam. Onderweg werd zij ziek. Zij strandde in Franeker, waar zij overleed.

## Postuum
Na haar dood werden haar nog onuitgegeven geschriften door een kleine kring van volgelingen voor de druk bewerkt en gepubliceerd. In 1686 verscheen haar verzamelde werk (19 dln.) bij de Amsterdamse uitgever Johan Wetstein. Uiteindelijk belandde een groot deel van haar manuscriptien via Volckert van de Velde bij het Aalmoezeniersweeshuis en de Remonstrantse gemeente van Amsterdam. De hele collectie berust nu in de bibliotheek van de Universiteit van Amsterdam.
In 1695 leek een van haar voorspellingen alsnog uit te komen. Ze had geschreven over de geest Mazuriel die haar in 1666 had verteld over de imminente vernietiging van Brussel door vuur. Onmiddellijk na het bombardement op Brussel verscheen een geleerd traktaat waarin de auteur aan Willem III van Oranje verweet dat zijn ketterse overtuigingen hem verhinderd hadden haar waarschuwing ernstig te nemen. Pierre Bayle geloofde er niets van en stak in zijn Dictionnaire (1697) de draak met de voorspelling: 

L’esprit qui avoit revelé cet incendie à la Demoiselle Bourignon ne marqua pas bien le temps.
De geest die deze brand aan juffrouw Bourignon had onthuld, gaf het tijdstip niet goed aan.